# Eickener Straße 125 (Mönchengladbach)

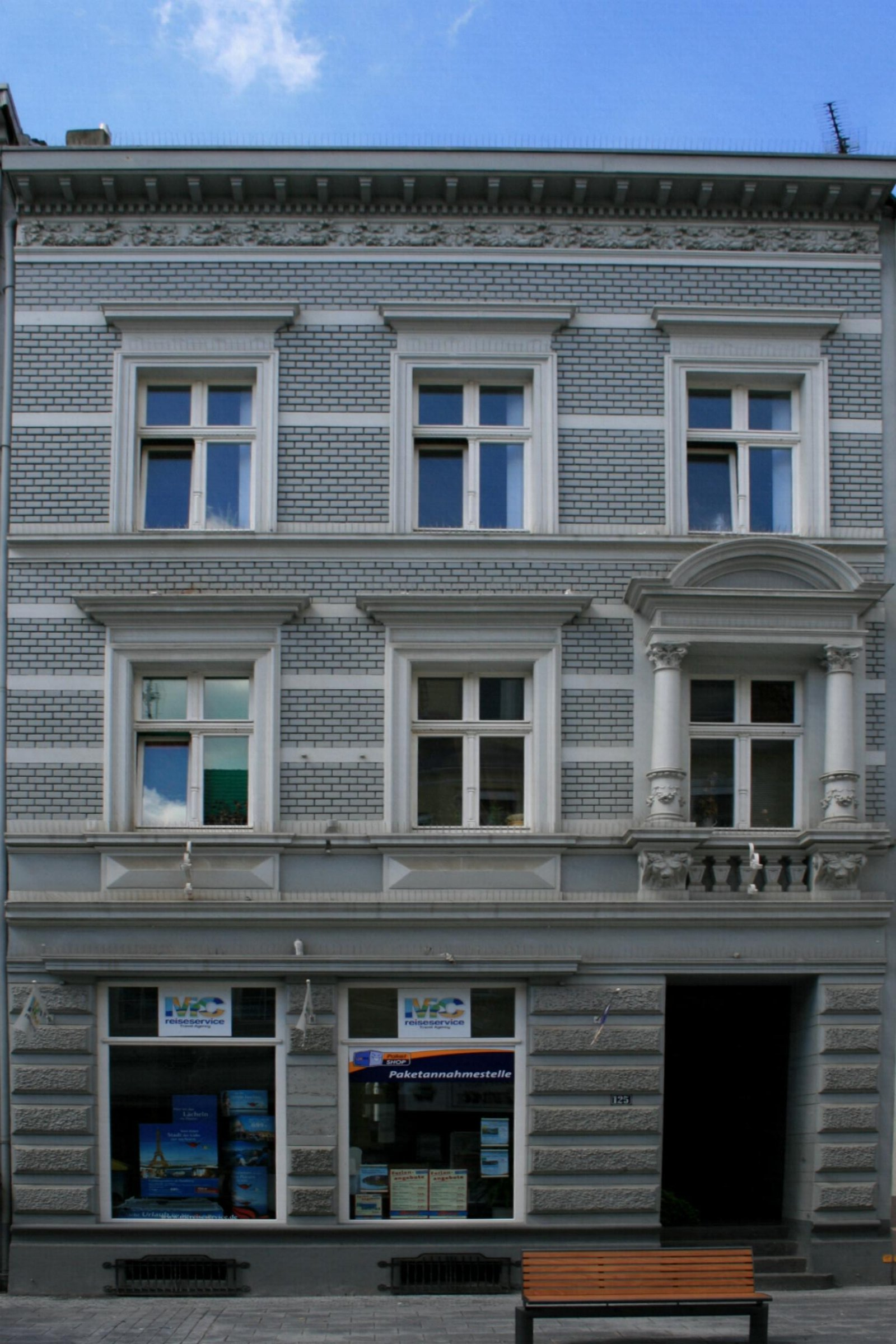
Wohngeschäftshaus (2010)

Das Wohngeschäftshaus Eickener Straße 125  steht im Stadtteil Eicken in Mönchengladbach (Nordrhein-Westfalen).
Das Haus wurde am Ende des 19. Jahrhunderts erbaut. Es ist unter Nr. E 007 am 14. Oktober 1986 in die Denkmalliste der Stadt Mönchengladbach eingetragen worden.

## Architektur
Das Objekt ist ein dreigeschossiges Traufenhaus aus Backstein in drei Achsen mit flachem Satteldach. Das Haus stammt aus der Jahrhundertwende und ist durch Sturz- und Sohlbankgesimse horizontal gegliedert. Unter der weit ausladenden Traufe ist ein Schmuckfries. Das Haus mit Klinkerverblendung ist in regelmäßigen Abständen von Schmuckbändern unterbrochen.